# Stralsunder Straßennamen/Z
Dies ist ein Verzeichnis der Straßennamen der Hansestadt Stralsund.
Das Verzeichnis nennt den Namen der Straße und (in Klammern) den Ortsteil. Dazu wird eine Erläuterung (Jahr der Benennung, Grund) zum Straßennamen gegeben. Wegen der großen Anzahl an Straßen wurde das Verzeichnis nach den Anfangsbuchstaben der Straßennamen aufgeteilt. Unter „Allgemeines“ finden Sie die Einleitung und Erläuterungen zu den Straßennamen allgemein.
Beispiel: Den Amanda-Weber-Ring finden Sie unter A.
- Zamborstraße (Tribseer / Tribseer Siedlung)

Benannt nach Zambor, auch Sambor (etwa 1268–1304). Er war ab 1302 Fürst von Rügen.
- Zarrendorfer Weg (Süd / Devin)

Benannt nach dem Ort Zarrendorf in der Nähe Stralsunds.
- Zeisigweg (Lüssower Berg / Am Lüssower Berg)

Benannt nach dem Zeisig. Viele Straßen dieses Stadtviertels wurden nach einheimischen Vogelarten benannt.
- Ziegelstraße (Franken / Frankenvorstadt)

- Zipollenhagen (Altstadt / Altstadt)

Die Straße Zipollenhagen erhielt ihren Namen vermutlich nach der Stralsunder Familie Zipollo oder Cipolle. Diese Familie wurde erstmals im 14. Jahrhundert urkundlich erwähnt und besaß hier mehrere Anwesen. Eine andere Deutung legt nahe, dass hier einst mit Zwiebeln gehandelt wurde: Zipolle bedeutet Zwiebel.
Die Endung -hagen tragen Straßen, die längs der Stadtmauer verlaufen bzw. direkt auf sie zuführen (Hagen bedeutet Grenze oder auch Abschluss).
- Zudarer Weg (Süd / Andershof)

Benannt nach der sich südlich zur Insel Rügen angliedernden Halbinsel Zudar, die sich nahe dem Strelasund befindet.
- Zuckerrübenweg

Die Straße wurde im Februar 2006 benannt. Sie verläuft auf dem Gebiet der einstigen Zuckerfabrik.
- Zum Alten Gutshaus (Süd / Andershof)

- Zum Andershofer Soll (Süd / Andershof)

- Zum Deviner Haken (Süd / Andershof)

- Zum Kleinen Dänholm (Franken / Dänholm)

Der Dänholm ist durch einen Wasserarm des Strelasundes in zwei Inselteile getrennt, einer davon ist der kleine Dänholm.
- Zum Palmer Ort (Süd / Andershof)

Die Benennung erfolgte nach dem südlichsten Punkt der Insel Rügen, dem Palmer Ort.
- Zum Seglerhafen (Franken / Franken Mitte)

- Zum Soll (Süd / Andershof)

- Zum Ziegelgraben (Franken / Franken Mitte)

Benannt nach dem Ziegelgraben, der Stralsund von der Insel Dänholm trennt. Über diesen führt die Ziegelgrabenbrücke.
- Zunftstraße (Grünhufe / Stadtkoppel)

- Zur Schoritzer Wiek (Süd / Andershof)

- Zur Schranke (Franken / Franken Mitte)

östlichster Teil der Bahnhofstraße, 2008 umbenannt.
- Zur Schwedenhaussiedlung (Süd / Devin)

- Zur Schwedenschanze (Knieper / Knieper Nord)

Die Schwedenschanze war Teil der Stralsunder Befestigungsanlagen in Richtung Strelasund.
- Zur Sternschanze (Franken / Dänholm)

Die Sternschanze war Teil der Stralsunder Befestigungsanlagen in Richtung Strelasund.